# 296638 Sergeibelov
296638 Sergeibelov è un asteroide della fascia principale. Scoperto nel 2009, presenta un'orbita caratterizzata da un semiasse maggiore pari a 3,1402306 UA e da un'eccentricità di 0,0859358, inclinata di 10,96398° rispetto all'eclittica.